# Настасья Королевична
Настасья (Непра) Королевична — женщина-богатырь (поленица) русских былин, дочь литовского короля, старшая сестра Евпраксии (в некоторых версиях Апраксии) Королевичны, жены князя Владимира Красно(е) Солнышко. Супруга богатыря Дуная Ивановича.

## История Настасьи
Настасья — персонаж былины, в которой Дунай и Добрыня едут ко двору литовского короля за невестой для князя Владимира. У царя две дочери на выданье, Евпраксия (в некоторых рассказах Апраксия) и Настасья, из которых Настасья старше. О Настасье рассказывает повесть «Дунай и Непра», где героиню зовут не Настасьей, а Непрой. В том месте, где она была убита, протекает Непра-река (то есть Днепр).   
Настасью сравнивают и с феей, и с валькирией, и с амазонкой, но больше всего она похожа на героиню Златогорку, и обе женщины представляют собой средневековых женщин-богатырей. Ни одна из них не может выйти замуж за человека менее могущественного, чем они сами. В отличие от более пассивных сказочных царевен, тех, что сидят в башнях, спят или превращены в лягушку, эпическая героиня не ждёт, а сама ищет жениха. Цель Настасьи состоит в том, чтобы выйти замуж за мужчину равной или даже большей силы. Силы измеряются и выбор может быть сделан только в бою. Поэтому Настасья только изредка бывает в избе, она ездит по «чистому» полю и бьётся богатырями. Пребывание в «чистом» поле относится к семантике «перехода» и является своеобразной формой изоляции героини в добрачном состоянии. У Настасьи снаряжение богатыря: боевая булава весом 90 килограммов, кинжал, туго натянутый лук и копье. У неё сильный конь, в характеристики которого входит стихия огня: из его ушей поднимается столб пара, а в ноздрях видно пламя. При встрече с богатырем Настасья «рычит по-звериному» и «свистит по-змеиному». В бою её физические данные достигают космических масштабов, одного её крика и свиста достаточно, чтобы «рухнули леса, раскололись скалы, на полях засохла трава, завяли цветы», а вражеский конь падает на колени. Непрерывность хождения в поле зависит от возрастного статуса героини, потому что в некоторых былинах показано, что Настасья ходит так уже три года, а Златыгорка прекращает ходить сразу после замужества, так как вышла замуж.  
Позже Дунай и Добрыня на обратном пути в Киев с невестой находят след богатыря, по которому Дунай и собирается идти. Он встречает богатыря, с которым затевает драку и, в некоторых версиях, в результате теряет глаз. Бой происходит по-разному: булавами, копьями или мечами. Сила и отвага обоих богатырей уравновешены, или верх на стороне неизвестного богатыря (Настасьи). Его можно победить только в рукопашной схватке или когда его «сбивают с седла». В какой-то момент победоносная Настасья начинает презирать Дуная, но хвастовство и насмешки чуть её не губят: её нога соскальзывает со стремени, так что героиня падает на землю. В тот момент, когда Дунай собирается нанести последний удар, он узнает в избитом богатыре Настасью. По правилам былинного эпоса победитель получает власть над побежденным, и героине предстоит сделать выбор между смертью и женитьбой. Поленица просит не убивать её и взять в жены. В Киеве проходят две свадьбы: великого князя Владимира с Евпраксей (в некоторых рассказах Апраксии) и Настасьи с Дунаем. Во время свадебного торжества происходит спор, и Настасья ведет себя не так, как подобает жене богатыря. Конфликт имеет социальный аспект: статус Настасьи изменился, теперь она замужняя женщина и беременна, поэтому ей следует оставить свои богатырские пути. Однако он не может оставить их в неравном браке. Первопричиной спора является внутренний конфликт между былинными персонажами — между более сильной героиней и менее сильным, но по случайности победившим богатырем, и тем самым союз двух «неправильных» сторон в браке. Это приводит к еще одному бою, где «чистое» поле означает на этот раз место гибели героев.
В эпосе богатыри отличаются друг от друга определенной чертой характера или умением, Настасье нет равных в меткости стрельбы из лука. Она решает показать свое превосходство, и ей трижды удается попасть стрелой в серебряное кольцо на макушке Дуная в пятистах шагах от него. Теперь он понимает, что совершил ошибку: не надо было поддаваться зову сердца любви к Настасье. Дунай считает, что может стрелять так же точно, как Настасья. Он хочет повторить этот выстрел и, вопреки уговорам Настасьи, пускает стрелу из лука, которая не попадает в серебряное кольцо на голове Настасьи, а убивает её. Понимая, что он лишил себя жены и потомства, Дунай сводит счёты с жизнью, бросившись на меч, и погибает рядом с женой. Кровь Дуная рождает реку Дунай.  
Мифологический мотив названия водоемов и географических объектов в честь людей демонстрирует архаичность образов и их легендарный статус. 